# Super A'Can
Super A'Can（スーパー エーキャン）は、台湾で1995年（民国84年）7月に発売された16ビットゲーム機。キャッチコピーは中文電玩新潮流!。

## 概要
台湾の大手半導体メーカー聯華電子股份有限公司（UMC）の子会社であった敦煌科技（Funtech Entertainment）から発売された。当時の台湾で絶大な人気を博していた任天堂の超級任天堂（台湾版スーパーファミコン）に酷似した外観をしている。
台湾発のゲームコンソールとして、台湾の幾つかの大手ソフトハウスの支持を得たが、関心を示したほとんどの台湾の中小ソフトハウスにとっては初期コストが過大であったためにそれ以上の支持は得られず、台湾以外の地域のソフトハウスはどこも関心を示さなかったため、ソフトが揃わなかった。また、A'Canのチップセットは超級任天堂のチップセットと同じファブで生産されていたため、超級任天堂用チップの製造を止めないよう任天堂からファブに圧力がかかり、ハードの生産が遅れた。
発売直前となる1995年10月にはA'Can情報誌の『A'can特輯』（尖端出版社）も発刊された。メインCPUは10.6MHz、BGは最大5枚（BG同士の混色もサポート）、スプライトはサイズが最大256x256・1ラインあたり40枚・1フレームあたり最大320枚と、日本のゲーム機であるメガドライブとスーファミのスペックを共に上回る「純中文」「国産」ハードであることがウリだった。
16ビット機としては最高の性能を有していたのは事実だが、折悪しくもA'Canがリリースされた1995年、3D機能を搭載した次世代機である新力電脳娯楽（SCE）のPlayStationと、セガのセガサターンが台湾に上陸する。1995年時点ではまだ16ビット機が主流だったが、いずれ台湾でも市場が移行するのは時間の問題であった。
開発キットの出来が悪かったにもかかわらず、敦煌科技はサードパーティに可能な限り早くソフトをリリースするように圧力をかけた結果、リリースされたソフトはすべて出来の悪いゲームとなってしまった。そのリリースされたソフトの中には『ボンバーマンシリーズ』や『ファイナルファンタジーシリーズ』といった有名メーカータイトルのゲームシステムそのものを真似したソフトまでもが存在している。
最終的に、敦煌科技は600万ドルの赤字を出して倒産した。聯華電子本体にも影響を及ぼし、2000年までその負債がのしかかった。

## 仕様

### CPU
- メインプロセッサ : MC68000 at 10.74MHz
- セカンダリプロセッサ : MOS 6502 at 3.58MHz

### 聯華電子製カスタムチップ
- メインチップ : UM6618 - 背景 & アニメーション
- セカンダリチップ : UM6619 - BGM & オーディオ

### メモリ
- クロック : 10.6 MHz
- メインRAM: 64 KB
- セカンダリRAM: 32 KB
- VRAM : 128KB
- DMA : 8チャネル

### グラフィック
- 解像度 : 640x480、32768色中256色
- キャラクタ : 256x256、256色
- 背景 : 最大4枚、キャラクタの透過・回転・拡大縮小・モザイク機能をサポート

### サウンド
- 16トラック、ステレオ、PCM

### I/O
- コントロールパッド : フロント部分に9-pin D-sub x2（メガドライブのコントロールパッドと同じ形だが互換性は無い[2]）
- RCA端子

周辺機器接続端子が無いが、メガドライブのスーパー32Xのような周辺機器の発売を予定していたらしい。

## ソフトウェア
全部で12本のゲームが確認されている。
- [F-001]福爾摩沙大對決 ACT 鉅?科技有限公司
- [F-002]三國志 ACT 2P 熊?軟體股?有限公司 : 1993年にDOS用ソフトとしてリリースされた『武将争霸』の移植。欧米でも『Sango Fighter』としてリリースされており、知名度があった。
- [F-003]邪惡之子 RPG 敦煌科技股?有限公司　:　スクウェアのファイナルファンタジーに極めて良く似たシステムのRPG。
- [F-004]音速飛龍 ACT 鉅?科技有限公司
- [F-005]超級中華職棒聯盟 SPG 2P 全?科技有限公司
- [F-006]?遊記 ACT 敦煌科技股?有限公司
- [F-007]超級光明戰史 RPG 精訊資訊有限公司
- [F-008]非洲探險大富翁 TBG 熊?軟體股?有限公司
- [F-009]賭霸 TBG 熊?軟體股?有限公司
- [F-010]魔棒撞球 SPG 敦煌科技股?有限公司
- [F-011]爆爆動物園 ETC 2P 敦煌科技股?有限公司　:　ハドソンからリリースされた『ボンバーマン』とゲームシステムがほぼ同じのゲーム。
- [F-012]叛星

## 圖形加速器
発売予定の圖形加速器に関する情報がSuper A'canの外箱裏面に記載されている。ちなみに外観はスーパー32Xに酷似している。

### 拡張グラフィック
- 背景 : 最大10枚
- キャラクタ : 最大640枚
- テクスチャマッピングとシャドウマッピングをサポート

### 拡張システム性能
- DSP : 28MHz(14Mps)
- VRAM : 256KByte

### 3D性能
- 三角ポリゴン: 225万頂点(75万ポリゴン)

### 拡張サウンド
- ステレオADPCM